# Нафтогазова розвідка у турецькому секторі Чорного моря
Нафтогазова розвідка у турецькому секторі Чорного моря — сукупність дій, які провадились у економічній зоні Туреччини з метою виявлення родовищ вуглеводнів.

## Початок розвідки
Перше розвідувальне буріння у Чорному морі здійснили саме в турецькій економічній зоні, де у грудні 1970 — на початку 1971 років на замовлення спільного підприємства державної TPAO та компанії Turkey Westates Petroleum працювало судно Glomar V (за іншими даними, це було судно Glomar Grand Isle). Споруджені ним свердловини Karadeniz-1 та İğneada-1 заклали в районах з глибиною води 76 та 87 метрів відповідно, за сім та вісім десятків кілометрів на північний захід від виходу з Босфору. Karadeniz-1 досягнула глибини у 2597 метрів та перетнула вапняки верхньої крейди, тоді як İğneada-1 при довжині 3118 метрів була завершена у вапняках еоцену. При цьому жодна зі свердловин не виявила проявів вуглеводнів.
Наступний раз буріння у чорноморському секторі Туреччини провадили в 1975 році в межах наукової програми Deep Sea Drilling Project, за якою по всьому світу за допомогою судна Glomar Challenger спорудили сотні свердловин. З 21 травня по 11 червня судно працювало у трьох точках — за сто тридцять кілометрів на північний схід від Сінопу, сотню та півсотні кілометрів на північний схід від виходу з Босфору. Тут в районах з глибинами моря 2171 метр, 2115 метрів та 1751 метр воно заклало 6 свердловин під номерами 379 (досягнула глибини лише 7 метрів), 379А (625 метрів), 379В (159 метрів), 380 (371 метр), 380А (1074 метри) та 381 (504 метри). Під час буріння узяли понад дві з половиною сотні зразків керну, які показали наявність вуглеводнів С4 — С7 в місці буріння свердловин 379-ї серії та С1 — С7 у двох інших точках.
У 1976 році за півтори сотні кілометрів на схід від Стамбулу судно Glomar V пробурило дві розвідувальні свердловини. Акчакоча-1, яка була закладена в районі з глибиною моря 50 метрів та мала глибину 2284 метри нижче морського дна, досягла палеозойського фундаменту, при цьому із турбідітових відкладень еоцену під час тестування отримали невеликий приплив газу. Втім, закладена за 2 км в районі з глибиною моря 114 метрів розвідувальна свердловина Акчакоча-2 виявилась сухою та була припинена на глибині 1643 метри.

## Другий етап розвідки. Відкриття родовищ у мілководних районах
Після візиту Glomar V настала перерва у розвідці турецького сектору Чорного моря, яка тривала більш ніж два десятки років (у цей період в Туреччині зосередили увагу на районі затоки Іскендерун, егейському узбережжі та Мармуровому морі, де пробурили 5, 3 та 4 розвідувальні свердловини відповідно, з яких лише Кузей-Мармара-1 змогла відкрити невелике газове родовище). Нарешті, в липні — вересні 1999-го на замовлення спільного підприємства TPAO та американської ARCO (невдовзі була придбана BP) напівзанурювана бурова установка Sedco 700 спорудила свердловини Limankoy-1 та Limankoy-2, розташовані за вісім десятків кілометрів на північний захід від виходу з Босфору, в районі з глибиною моря 820 метрів та 720 метрів відповідно. У свердловинах, пробурених до глибини у 2755 метрів та 3326 метрів, отримали газопрояви з відкладень міоцену, проте головний цільовий резервуар виявився складеним діатомітами та діатомітовими сланцями із низькою проникністю, а другорядний пісковиковий інтервал був ще недозрілим. Втім, спорудження цих свердловин дозволило вперше підтвердити наявність в районі діючої вуглеводневої системи.
За кілька років, у липні — грудні 2005-го, бурове судно GSF Explorer спорудило на сході Чорного моря, лише за кілька кілометрів від кордону з грузинським сектором, іншу глибоководну свердловину Hopa-1 (HPX-1). Закладена в районі з глибиною моря 1529 метрів, вона досягнула глибини у 4700 метрів, проте виявила у цільовому міоценовому інтервалі лише нафтогазопрояви.
Більш успішною в цей період виявилась розвідка у мілководних районах західної частини моря. Так, у 2004 році за кілька кілометрів на південний захід від структури Акчакоча в районі з глибиною моря 79 метрів самопідіймальна бурова установка Prometeu спорудила свердловину Ayazli-1 довжиною 1803 метри, в якій у тих саме еоценових турбідітах (формація Кусурі) відкрила газовий поклад. Те саме судно протягом 2004—2005 років також спорудило в цьому районі оціночні свердловини Ayazli-2 та Ayazli-3 (закладені в районі з такою саме глибиною моря, як у першої свердловини на структурі, а їх довжина становила 1213 та 1335 метрів відповідно) і розвідувальні свердловини Akkaya-1 (глибина моря 62 метри, довжина свердловини 1275 метрів) та Çayağzı-1 (глибина моря 39 метрів, довжина 1200 метрів). При цьому на розташованій в кількох кілометрах на схід від Ayazli структурі Akkaya відкрили ще одне невелике газове родовище, а от Çayağzı-1 виявилась «сухою».
Враховуючи отримані результати, до розвідки залучили ще одне самопідіймальне судно Saturn, яке належало тій же румунській компанії та спорудило в 2005—2006 у районі з глибиною моря 62 метри дві оціночні свердловини — Akkaya-2 (довжина 1350 метрів) та Akkaya-3 (довжина 1822 метри).
В 2006-му Prometeu продовжило розвідувальні роботи та внаслідок буріння в районі між родовищами Ayazli та Akkaya свердловини Doğu Ayazlı-1 (закладена в районі з глибиною моря 70 метрів та мала довжину 1240 метрів) відкрило третє невелике родовище Аязлі-Схід. Після цього були споруджені оціночна свердловина Doğu Ayazlı-2 (глибина моря 70 метрів, довжина 1456 метрів) та розвідувальні Bayhanlı-1 (глибина моря 68 метрів, довжина 1595 метрів) і Kuzey Akkaya-1 (на структурі Аккая-Північ, глибина моря 72 метри, довжина 1582 метри). На структурі Байханли, розташованій дещо на схід від Аязлі-Схід, на глибинах від 760 до 1115 метрів виявили кілька інтервалів газонасичених пісковиків формації Кусурі, а от Kuzey Akkaya-1 виявилась «сухою».
У 2006 повернулись до дослідження більш північного району, де три десятки років назад вперше спробували віднайти вуглеводні. Напівзанурювана бурова платформа Atwood Southern Cross в районі з глибиною моря 94 метри спорудила свердловину Akçakoca-3, яка мала довжину 2200 метрів та призвела до відкриття газового родовища Акчакоча. Після цього Atwood Southern Cross пробурило вдалу оціночну свердловину Akçakoca-4 (така саме глибина моря, довжина 1954 метри) та розвідувальну свердловину Gülüç-1 (глибина моря 92 метри, довжина 1706 метрів), яка виявила невеликий газовий поклад на окремій структурі.
Навесні 2007-го Prometeu пробурило свердловину Alaplı-1, закладену в районі з глибиною моря 75 метрів. Вона досягнула глибини у 1450 метрів та виявила поклад газу у формації Кусурі. Наступною це судно спорудило свердловину Ağva-1, особливістю якої було розташування за сотню кілометрів на захід від попереднього району розвідки (відомого як Південно-Акчакочинський суббасейн). Закладена в районі з глибиною води 86 метрів вона досягнула глибини у 1300 метрів, проте не змогла виявити вуглеводнів. Нарешті, влітку 2007-го Prometeu у ще більш західному районі, за пів сотні кілометрів на північний захід від виходу з Босфору, спорудило розвідувальну свердловину Karaburun-1. Вона повинна була перевірити припущення щодо нафтогазоносності карбонатів формації Согучак та пісковиків формації Хамітабат (обидві еоценового віку), у яких вже були відомі наземні родовища Фракійського басейну. Karaburun-1 досягнула глибини у 1223 метри, проте припущення щодо геологічної будови району були хибними і не вдалось виявити цільового інтервалу.
Влітку 2007-го повернулось із болгарського сектору та відновило свою розвідувальну кампанію Atwood Southern Cross, яке у підсумку спорудило ще три свердловини. Дві з них — Kuzey Cide-1 (глибина моря 574 метри, глибина свердловини 3100 метрів) та İnebolu-1 (глибина моря 106 метрів, глибина свердловини 2200 метрів) — пробурили в районі від Зонгулдаку до Сінопу для перевірки припущень щодо нафтогазоносності відкладень еоцену, проте обидві вони виявились «сухими». Свердловину Bati Eskikale-1 заклали на початку жовтня в районі з глибиною моря 107 метрів, за кілька кілометрів від відкритого раніше родовища Акчакоча. Вона досягла глибини у 2197 метрів та виявила газовий поклад.
Чергову розвідувальну кампанію на мілководді провела у 2009-му самопідіймальна установка Saturn. Першу свердловину — Durusu-1 — заклали за пісотні кілометрів на північний захід від виходу з Босфору. Вона знаходилась в районі з глибиною води 80 метрів та до кінця літа досягнула довжини у 2510 метрів. Втім, виявити вуглеводні у цільових пісковикових формаціях Osmancık (олігоцен) та Danismen (пізній олігоцен — ранній міоцен) не вдалось. Після цього судно перейшло до Південно-Акчакочинського суббасейну та до кінця 2009-го пробурило Batı Ayazlı-1 (на структурі Аязлі-Захід, глибина моря 80 метрів, довжина 2545 метрів) та Doğu Akkaya-1 (на структурі Аккая-Схід, глибина моря 62 метри, довжина 1400 метрів). Остання виявилась сухою, а от Batı Ayazlı-1 виявила кілька газонасичених інтервалів у пісковиках, при цьому верхній мав понижений пластовий тиск, який свідчив про зв'язок із аналогічним інтервалом родовища Аязлі (розробка останнього на той час вже почалась).
Таким чином, у 2004—2009 роках вдалось виявити ряд дрібних родовищ у мілководному районі за півтори сотні кілометрів на північний схід від Стамбулу — Аязлі, Аязлі-Схід, Аккая, Акчакоча, Аязлі-Захід, Байханли, Алаплі.
Згодом акцент перенесли на глибоководне буріння, проте у 2012-му самопідіймальне судно Jupiter пробурило за сім десятків кілометрів на північний захід від виходу з Босфору свердловину Istranca-1. Закладена в районі з глибиною моря 85 метрів, вона досягнула глибини у 3650 метрів та виявила газопрояви. Втім, споруджені в 2014-му судном Prometeu наступні розвідувальні свердловини Istranca-2 та Istranca-3 виявились «сухими».

## Активізація глибоководної розвідки. Відкриття Сакар'ї
З лютого по червень 2010-го напівзанурювана бурова установка Leiv Eiriksson спорудила на замовлення бразильської компанії Petrobras свердловину Sinop-1, яка мала протестувати структуру на Валі Андрусова (підняття фундаменту, яке простягається під центральною частиною моря в напрямку північ — південь). Закладена в районі з глибиною моря 2182 метри, свердловина досягнула глибини у 5531 метр, проте зустріла неочікувану послідовність геологічних відкладень та не виявила своїх цільових резервуарів — пізньокрейдово-палеоценового та нижньокрейдового (на останній розраховували, зокрема, виходячи з наявності у ньому родовищ групи Лебада у румунському секторі моря).
Далі з серпня по початок листопада 2010-го те саме судно на замовлення турецької TPAO бурило свердловину Yassıhöyük-1. Закладена за сім десятків кілометрів на північний захід від Зонгулдаку в районі з глибиною моря 2020 метрів, вона досягнула довжини у 5343 метри, проте не виявила резервуару у цільовій формації пізньої крейди. Після цього Leiv Eiriksson перейшло до спорудження ще однієї свердловини на замовлення TPAO — Surmene-1. Її заклали дещо менше ніж за сотню кілометрів на північ від Трабзону в районі з глибиною моря 1801 метр для перевірки припущень щодо нафтогазоносності пісковиків міоцену — пліоцену. Після кількох місяців буріння досягнули глибини у 4800 метрів, після чого роботу довелось перервати через пошкодження колонної головки.
В березні 2011-го Leiv Eiriksson полишив Чорне море, проте того ж дня сюди прибуло бурове судно Deepwater Champion, яке спершу узялось за спорудження свердловини Kastamonu-1. Останню заклали за півтори сотні кілометрів на північний захід від Сінопу в районі з глибиною моря 2197 метрів, при цьому вона також повинна була перевірити припущення щодо нафтогазоносності пісковиків міоцену — пліоцену. Завершена у вересні, Kastamonu-1 досягла глибини у 5272 метри, проте зустріла у цільовому резервуарі лише газопрояви. Далі судно відновило роботи на свердловині Surmene-1, яка тепер отримала назву Surmene-1/RE. Маючи спеціально виготовлене обладнання, Deepwater Champion до кінця 2011-го добурило цю свердловину та досягнуло у ній позначки 5645 метрів, проте зустріло лише нафтопрояви.
Після цієї безуспішної розвідувальної кампанії із чотирьох свердловин настала перерва на кілька років, допоки в 2015-му до Чорного моря не прибуло бурове судно Noble Globetrotter II. Його завданням було спорудження свердловини Sile-1, закладеної за сотню кілометрів від виходу з Босфору в районі з глибиною моря 2093 метри. Роботи протікали з ускладненнями, що в підсумку призвело до дворазового забурювання бічних стовбурів. У підсумку Sile-1 вдалось довести до позначки у 4520 метрів, проте в ній зафіксували лише нафтопрояви.
За цим настала ще одна кількарічна перерва, під час якої у 2017 році судно Barbaros Hayreddin Pasa провело додаткові сейсмічні дослідження.
Розвідувальне буріння відновили у 2020-му, причому на цей раз його провадило придбане TPAO власне бурове судно Fatih. Воно узялось за спорудження розвідувальної свердловини Tuna-1, закладеної за сто сімдесят кілометрів на північ від Ереглі в районі з глибиною води 2115 метрів. Вже у серпні оголосили, що тут виявили гігантське газове родовище. Знайдені поклади вуглеводнів пов'язані з пісковиками пліоцен-міоценового віку (тими саме, в яких кількома роками раніше у румунському секторі відкрили родовища Доміно та Ліра). Роботи на свердловині продовжувались до жовтня, при цьому її поглибили до позначки у 4775 метрів та виявили третій продуктивний інтервал. Виявлене родовище отримало назву Сакар'я (за річкою, на якій в 1920-х турецькі війська здобули вирішальну перемогу у війні з греками). В листопаді 2020 — березні 2021 Fatih спорудило на Сакар'ї дві оціночні свердловини Turkali-1 та Turkali-2, тестування яких мало здійснити в подальшому бурове судно Kanuni.
Що стосується Fatih, то воно у квітні 2021-го узялось за спорудження розвідувальної свердловини Amasra-1, розташованої північніше від Tuna-1. На початку червня турецький президент повідомив, що ця свердловина також виявила великі запаси газу (з оголошеної на той момент інформації було не зовсім ясно, чи йде мова про продовження родовища Сакар'я, а чи про іншу структуру).
Далі Fatih повернулось до спорудження оціночних свердловин та з кінця травня по кінець жовтня 2021-го пробурило Türkali-3, Türkali-4, Türkali-5 і розпочало Türkali-6 (Fatih знову концентрувалось на бурінні, тоді як тестування мало провадити Kanuni).
Таким чином, наприкінці 2010-х після тривалих пошуків у турецькому секторі Чорного моря нарешті виявили значні ресурси. У випадку підтвердження анонсованої інформації це стане першим випадком відкриття у Чорному морі гігантського родовища (а якщо Amasra-1 відноситься до окремої структури — то двох гігантських родовищ).